# Leea macrophylla
Leea macrophylla là một loài thực vật hai lá mầm trong họ Nho. Loài này được Roxb. ex Hornem. miêu tả khoa học đầu tiên năm 1813.